# Pseudabarys mexicana
Pseudabarys mexicana är en skalbaggsart som beskrevs av Maximilien de Chaudoir. Pseudabarys mexicana ingår i släktet Pseudabarys och familjen jordlöpare. Inga underarter finns listade i Catalogue of Life.